# Відбірковий турнір до чемпіонату Європи з футболу серед молодіжних команд 2011. Група 2
Група 2 у відбірковому турнірі, в якій брали участь молодіжні збірні таких країн, як Вірменія, Естонія, Грузія, Ірландія, Швейцарія і Туреччина.

## Турнірна таблиця
| Команда   | І  | В | Н | П | ГЗ | ГП | РГ | О  |
| --------- | -- | - | - | - | -- | -- | -- | -- |
| Швейцарія | 10 | 6 | 2 | 2 | 15 | 8  | +7 | 20 |
| Туреччина | 10 | 5 | 1 | 4 | 13 | 11 | +2 | 16 |
| Грузія    | 10 | 4 | 3 | 3 | 12 | 9  | +3 | 15 |
| Вірменія  | 10 | 4 | 1 | 5 | 18 | 19 | -1 | 13 |
| Естонія   | 10 | 3 | 3 | 4 | 9  | 16 | -7 | 12 |
| Ірландія  | 10 | 1 | 4 | 5 | 11 | 15 | -4 | 7  |

Кваліфікація
- Швейцарія, посівши перше місце у групі, забезпечила собі місце у плей-оф кваліфікації.
- Туреччина, Естонія, Вірменія і Ірландія вибули.
- Ірландія зайняла останнє місце у групі.

## Матчі
| 31 березня 2009 20:45 CET |

| Ірландія | 0:3        | Туреччина                               |
| -------- | ---------- | --------------------------------------- |
|          | Звіт матчу | Д. Їлмаз 13' Озкан 40' Шишманоглу 90+1' |

| Turner's Cross, Корк Арбітр: Станислав Тодоров ( Болгарія) |

| 5 червня 2009 20:00 CET |

| Швейцарія             | 2:1        | Вірменія    |
| --------------------- | ---------- | ----------- |
| Дердійок 16' Гаші 20' | Звіт матчу | Манасян 84' |

| Bergholz, Wil Арбітр: Бошко Йованетич ( Сербія) |

| 9 червня 2009 17:00 CET |

| Вірменія                | 2:5        | Туреччина                                                              |
| ----------------------- | ---------- | ---------------------------------------------------------------------- |
| Мхітарян 69' Дашіян 81' | Звіт матчу | Д. Їлмаз 5' А. Їлмаз 45+1' Бикмаз 49 (пен.)' Пектемек 60' Gökoğlan 70' |

| Республіканський, Єреван Арбітр: Крістоф Вірант ( Бельгія) |

| 12 серпня 2009 18:00 CET |

| Швейцарія | 0:1        | Естонія  |
| --------- | ---------- | -------- |
|           | Звіт матчу | Сааг 31' |

| Breite, Шаффгаузен Арбітр: Крістофер Лаутієр ( Мальта) |

| 4 вересня 2009 14:00 CET |

| Вірменія | 1:3        | Швейцарія                                  |
| -------- | ---------- | ------------------------------------------ |
| Яган 10' | Звіт матчу | Хохштрассер 4' Россіні 35' Ф. Фельтшер 39' |

| Міка, Єреван Арбітр: Леонтіос Тратту ( Кіпр) |

| 5 вересня 2009 17:00 CET |

| Естонія                | 2:0        | Грузія |
| ---------------------- | ---------- | ------ |
| Мошников 42' Анієр 90' | Звіт матчу |        |

| А. Ле Кок Арена, Таллінн Арбітр: Магнус Торіссон ( Ісландія) |

| 9 вересня 2009 14:00 CET |

| Грузія                                            | 4:0        | Туреччина |
| ------------------------------------------------- | ---------- | --------- |
| Іванішвілі 1' Хідешелі 35' Тотадзе 80' Гугава 88' | Звіт матчу |           |

| Центральний, Зестафоні Арбітр: Антоніо Рубінос Перес ( Іспанія) |

| 9 вересня 2009 16:00 CET |

| Естонія | 1:1        | Ірландія   |
| ------- | ---------- | ---------- |
| Сааг 4' | Звіт матчу | Шерідан 7' |

| Rakvere, Раквере Арбітр: Віктор Швецов ( Україна) |

| 9 жовтня 2009 15:00 CET |

| Естонія   | 1:4        | Швейцарія                                          |
| --------- | ---------- | -------------------------------------------------- |
| Зеньов 7' | Звіт матчу | Чароккі 10' Гавранович 21' Ф. Фельтшер 23' Кох 26' |

| Кадріорг, Таллінн Арбітр: Ян Ілек ( Чехія) |

| 9 жовтня 2009 20:45 CET |

| Ірландія  | 1:1        | Грузія         |
| --------- | ---------- | -------------- |
| Джадж 28' | Звіт матчу | Іванішвілі 89' |

| Таллах, Дублін Арбітр: Георгіос Далукас ( Греція) |

| 13 жовтня 2009 18:00 CET |

| Туреччина      | 1:0        | Вірменія |
| -------------- | ---------- | -------- |
| А. Їлмаз 90+4' | Звіт матчу |          |

| Atatürk, Eskisehir Арбітр: Александру Дякону ( Румунія) |

| 13 жовтня 2009 20:45 CET |

| Ірландія     | 1:1        | Швейцарія |
| ------------ | ---------- | --------- |
| Гарвен 90+3' | Звіт матчу | Фрай 58'  |

| Regional Sports Centre, Waterford Арбітр: Альфонсо Перес Бурул ( Іспанія) |

| 14 Листопада 2009 10:00 CET |

| Грузія          | 1:1        | Ірландія |
| --------------- | ---------- | -------- |
| Кварацхелія 84' | Звіт матчу | Кері 48' |

| Михайло Месхі, Тбілісі Арбітр: Том-Гаральд Хаген ( Норвегія) |

| 14 Листопада 2009 11:00 CET |

| Вірменія     | 1:1        | Естонія       |
| ------------ | ---------- | ------------- |
| Мхітарян 24' | Звіт матчу | Артюнін 90+2' |

| Республіканський, Єреван Арбітр: Ігор Єгоров ( Росія) |

| 14 Листопада 2009 17:00 CET |

| Туреччина | 1:3        | Туреччина              |
| --------- | ---------- | ---------------------- |
| Еркін 51' | Звіт матчу | Штокер 7' 43' Гаші 89' |

| Хюсеїн Авні Акер, Трабзон Арбітр: Марцин Борський ( Польща) |

| 17 Листопада 2009 11:00 CET |

| Вірменія                                | 4:1        | Ірландія    |
| --------------------------------------- | ---------- | ----------- |
| Мхітарян 30' 61' 82 (пен.)' Гохарян 75' | Звіт матчу | Шерідан 65' |

| Республіканський, Єреван Арбітр: Радек Прігода ( Чехія) |

| 18 Листопада 2009 16:00 CET |

| Туреччина | 0:0        | Естонія |
| --------- | ---------- | ------- |
|           | Звіт матчу |         |

| Rize Atatürk, Rize Арбітр: Драженко Ковачич ( Хорватія) |

| 18 Листопада 2009 19:00 CET |

| Швейцарія      | 1:0        | Грузія |
| -------------- | ---------- | ------ |
| Гавранович 43' | Звіт матчу |        |

| Cornaredo, Луґано Арбітр: Ново Панич ( Боснія і Герцеговина) |

| 3 березня 2010 12:00 CET |

| Грузія                       | 2:0        | Естонія |
| ---------------------------- | ---------- | ------- |
| Барабадзе 44' Ананідзе 90+2' | Звіт матчу |         |

| Михайло Месхі, Тбілісі Арбітр: Маріос Стаматіс ( Кіпр) |

| 3 березня 2010 20:30 CET |

| Ірландія  | 1:2        | Вірменія                  |
| --------- | ---------- | ------------------------- |
| Дейлі 80' | Звіт матчу | Айрапетян 34' Газарян 40' |

| Таллах, Дублін Арбітр: Неріюс Дунаускас ( Литва) |

| 20 травня 2010 17:45 CET |

| Естонія               | 2:3        | Вірменія                   |
| --------------------- | ---------- | -------------------------- |
| Сааг 32' Калласте 81' | Звіт матчу | Газарян 16' 68' Маноян 55' |

| Кадріорг, Таллінн Арбітр: Петур Райнерт ( Фарерські острови) |

| 23 травня 2010 16:00 CET |

| Естонія  | 1:0        | Туреччина |
| -------- | ---------- | --------- |
| Сааг 13' | Звіт матчу |           |

| Кадріорг, Таллінн Арбітр: Драгомир Станкович ( Сербія) |

| 26 травня 2010 20:15 CET |

| Швейцарія | 0:2        | Туреччина                    |
| --------- | ---------- | ---------------------------- |
|           | Звіт матчу | Аффольтер 66 (авт.)' Чек 89' |

| AFG Арена, Санкт-Галлен Арбітр: Алан Муйр ( Шотландія) |

| 30 травня 2010 17:00 CET |

| Грузія | 0:0        | Швейцарія |
| ------ | ---------- | --------- |
|        | Звіт матчу |           |

| Борис Пайчадзе, Тбілісі Арбітр: Річард Трутц ( Словаччина) |

| 10 серпня 2010 20:30 CET |

| Ірландія                                                     | 5:0        | Естонія |
| ------------------------------------------------------------ | ---------- | ------- |
| Стоукс 15' 30 (пен.)' Мак-Карті 62' Коулмен 87' Гарвен 90+1' | Звіт матчу |         |

| Таллах, Дублін Арбітр: Пол ван Букель ( Нідерланди) |

| 11 серпня 2010 15:00 CET |

| Вірменія                           | 2:3        | Грузія                                          |
| ---------------------------------- | ---------- | ----------------------------------------------- |
| Мхітарян 78 (пен.)' В. Погосян 88' | Звіт матчу | Ананідзе 36 (пен.)' Вацадзе 50' Квеквескірі 81' |

| Республіканський, Єреван Арбітр: Димитар Мецкаровськи ( Північна Македонія) |

| 3 вересня 2010 20:00 CET |

| Швейцарія       | 1:0        | Грузія |
| --------------- | ---------- | ------ |
| Фрай 78 (пен.)' | Звіт матчу |        |

| Корнаредо, Луґано Арбітр: Сергій Карасьов ( Росія) |

| 4 вересня 2010 17:00 CET |

| Туреччина | 0:1        | Грузія              |
| --------- | ---------- | ------------------- |
|           | Звіт матчу | Калдирим 78 (авт.)' |

| Ататюрк, Сакар'я Арбітр: Славко Винчич ( Словенія) |

| 7 вересня 2010 17:00 CET |

| Туреччина | 1:0        | Ірландія |
| --------- | ---------- | -------- |
| Кьосе 81' | Звіт матчу |          |

| Ісмет-паша, Коджаелі Арбітр: Александар Ставрев ( Північна Македонія) |

| 7 вересня 2010 17:00 CET |

| Грузія | 0:2        | Вірменія                      |
| ------ | ---------- | ----------------------------- |
|        | Звіт матчу | Дашіян 90+2' В. Погосян 90+3' |

| Михайло Месхі, Тбілісі Арбітр: Артем Кучин ( Казахстан) |

## Бомбардири
Станом на 7 вересня було забито 78 голів за 30 матчів, в середньому 2,6 гола за гру.
| Поз. | Гравець            | Країна    | Голи |
| ---- | ------------------ | --------- | ---- |
| 1    | Генріх Мхітарян    | Вірменія  | 6    |
| 2    | Каймар Сааг        | Естонія   | 4    |
| 3    | Геворг Газарян     | Вірменія  | 3    |
| 3    | Фабіан Фрай        | Швейцарія | 3    |
| 4    | Вальтер Погосян    | Вірменія  | 2    |
| 4    | Шкелзен Гаші       | Швейцарія | 2    |
| 4    | Ентоні Стоукс      | Ірландія  | 2    |
| 4    | Валентін Штокер    | Швейцарія | 2    |
| 4    | Айдин Їлмаз        | Туреччина | 2    |
| 4    | Маріо Гавранович   | Швейцарія | 2    |
| 4    | Деніз Їлмаз        | Туреччина | 2    |
| 4    | Яно Ананідзе       | Грузія    | 2    |
| 4    | Артак Дашіян       | Вірменія  | 2    |
| 4    | Франк Фельтшер     | Швейцарія | 2    |
| 4    | Оуен Гарвен        | Ірландія  | 2    |
| 4    | Сіліан Шерідан     | Ірландія  | 2    |
| 4    | Георгій Іванішвілі | Грузія    | 2    |
| 4    | Ксав'є Хохштрассер | Швейцарія | 2    |